# Пуял (Оршанский район)
 Пуял  — деревня в Оршанском районе Республики Марий Эл. Входит в состав Великопольского сельского поселения.

## География
Находится в северной части республики Марий Эл на расстоянии приблизительно 15 км по прямой на восток-юго-восток от районного центра посёлка Оршанка.

## История
Известна с 1723 году как деревня Великопольской волости Царевококшайского уезда Казанской губернии с 3 дворами и 23 жителями, мари. К 1835 году она разделилась на две самостоятельные деревни — Большой Пуял и Средний Пуял. С 1961 года эти деревни объединили в одну деревню Пуял. В 2005 году здесь насчитывалось 139 домов. В советское время работали колхозы имени Шкетана, «1 Мая», имени Мичурина, позднее в КДСХП «Нива», СПК "Сельхозартель «Нива».

## Население
Население составляло 415 человек (мари 99 %) в 2002 году, 403 в 2010.